# کوسوکه اوکانیشی
کوسوکه اوکانیشی (انگلیسی: Kosuke Okanishi؛ زادهٔ ۱۷ ژوئیهٔ ۱۹۹۰) بازیکن فوتبال اهل ژاپن است.